# Снежана Пајкић
Снежана Пајкић Јоловић (Ћуприја, 23. септембар 1970) бивша је српска и југословенска атлетичарка и европска првакиња, освајачица бројних медаља за СФР Југославију, директорка Асоцијације атлетских талената Србије и потпредседница Атлетског савеза Србије (АСС).

## Биографија

### Порекло, школа и почетак каријере
Снежана Пајкић је рођена 23. септембра 1970. године у Ћуприји у породици Александра и Верице Пајкић. Њен отац је радио као графичар у предузећу „Младост”, а мајка као радница у фабрици кекса „Раваница”. Одрасла је у родној Ћуприји са братом Предрагом. Завршила је средњу пољопривредну школу. Своју атлетску каријеру започела је 1980. године у школском кросу, где је освојила друго место. Брзо је показала сјајан таленат, а убрзо је професор географије Александар Петровић уврстио у старију категорију. После само две године, Снежана је 1982. године позвана у репрезентацију СФР Југославије и учествовала је на Балканском кросу у Турској.

### Такмичење за јуниоре и сениоре
Имала је ватрено крштење на великим такмичењима 1985. године, када је дебитовала на европском јуниорском првенству. Годину дана касније, освојила је своју прву медаљу, бронзану, на Светском јуниорском првенству у Атини у Грчкој. Тако је започео низ од четири медаље на великим такмичењима у четири јуниорске сезоне. На јуниорском европском првенству у Бермингаму 1987. године освојила је злато. На светском првенству 1988. у Судбурију у Канади освојила је сребро, а учествовала је и на европском сениорском првенству, обарајући државне јуниорске рекорде на 1.500 и 3.000 метара. Јуниорску каријеру крунисала је још једном европском златном медаљом, у Вараждину 1989. године. Све те медаље Снежана је освојила на 1.500 метара. Важна медаља је освојена и на 800 метара до медитеранских игара у Сирији, где је 1988. година била друга, иза Слободанке Чоловић. Исте године није ишла на Летње олимпијске игре 1988. у Сеулу, јер је руководство атлетског тима југословенске репрезентације проценио да је исувише млада. Учествовала је на Светском купу у јапанском Токију 1991. године, где је лоше трчала због умора и проблема у аклиматизацији. 1992. Снежана је пропустила Летње олимпијске игре 1992. у Барселони након што није постигла жељени резултат на државном првенству у Београду на стадиону Црвене звезде, а професор Петровић није био за то да учествује на ОИ ако није сто посто спремна, и ако не може да се бори за медаљу.

### Злато у Сплиту 1990
Године 1990, прве сениорске године, највећи изазов јој је представљало првенство Старог континента у Сплиту, тј. Европско првенство у атлетици 1990. Десет дана пре Европског првенства у Сплиту, Снежана је први пут поставила сениорски државни рекорд - 4:08,21 на државном првенству у Сарајеву. Тим поводом је објавила да је спремна за Сплит, тј. да би могла до финала. Снежанин први старт на шампионату у Сплиту била је трка на 3.000 метара. Испунила је свој главни задатак, пласиравши се у финале на 1.500 метара неколико дана касније. Квалификације нису биле нимало лагане. Снежана је ушла после пласмана, као дванаеста, борила се до последњег метра. У финалу су је чекале спортисткиње као што су Дона Мелинта, Елен Кислинг и Људмила Рогачова. Трка се одвајала баш онако како је Снежана волела. Сви фаворити су се чували за циљ, а Снежана је на крају победила у трци. Снежана се неочекивано дуго задржала у групи, јер нико није желео да појача темпо пошто је трка била тактичка. Снежанина додавања била су идеална, као у Сарајеву. Видело је да јој није било тешко да иде тим темпом и пре уласка на последњих 150 метара постала је свесна да може да освоји медаљу. Када су тркачи ушли у циљну равнину и када је Снежана видела да може да заврши у свом стилу, на сплитском Пољуду завладала је еуфорија, публика је Снежани дала још више снаге и победила је у гламурозном стилу. На истом првенству још један југословенски спортиста, скакач у вис Драгутин Топић, освојио је злато.

### Пензионисање
Због ратова у бившој Југославији, као и међународних санкција против СР Југославије, Снежана је одлучила да се повуче из атлетике. Краљици спорта вратила се у јесен 1995. године, на наговор Вере Николић, тадашње селекторке женске репрезентације Југославије. Почетком 1996. године учествовала је на штафетном маратону у Јапану, где је постигла добар резултат али због проблема са леђима, тј. ишијаса и болова током трчања дефинитивно је одлучила да се повуче 1996. године

### Каријера након активне атлетике
Снежана је данас чланица Управног одбора и потпредседница АСС-а и чланица Комисије за жене и спорт у Олимпијском комитету Србије. Чест је гост на многим тркама и спортским догађајима.

### Лични живот
Снежани је 2011. године на рутинском прегледу дијагностикован рак јајника, који је на време уклоњен, а Снежана се потпуно опоравила.

## Занимљивости
Од четири медаље освојене у конкуренцији јуниора, Снежани је најдража она освојена у Вараждину 1989. године. Становници родне Ћуприје су је током каријере звали Снешка, а интимни пријатељи Пајча и Снегуљче.
Европско првенство у Сплиту одржано је крајем лета 1990. године, када је већ било уочљиво да ће заједничка држава тешко преживети. Репрезентација СФР Југославије имала је непријатности на отварању првенства с обзиром да је публика звиждала. Али када је такмичење почело, када је југословенска репрезентација почела да осваја медаље, цео стадион се окренуо спорту и навијању за репрезентацију. Последњег дана такмичења у свечаној ложи био је председник Председништва Социјалистичке Републике Хрватске Фрањо Туђман, па је поздравио Снежанину победу, чак јој је понудио и хеликоптер да се заједно са професором Петровићем врати у Ћуприју. Међутим, како професор Петровић није много волео летење, аутомобилом су се вратили у Ћуприју.

## Значајнији резултати
| Година                     | Такмичење                     | Место                           | Пласман                    | Дисциплина                 | Резултат                   |
| Представљајући Југославију | Представљајући Југославију    | Представљајући Југославију      | Представљајући Југославију | Представљајући Југославију | Представљајући Југославију |
| -------------------------- | ----------------------------- | ------------------------------- | -------------------------- | -------------------------- | -------------------------- |
| 1986                       | Светско првенство за јуниоре  | Атина, Грчка                    | 7.                         | 800 м                      | 2:07,75                    |
| 1986                       | Светско првенство за јуниоре  | Атина, Грчка                    |                            | 1.500 м                    | 4:16,03                    |
| 1986                       | Европско првенство            | Штутгарт, Западна Немачка       | 17. (кв)                   | 1.500 м                    | 4:13,76                    |
| 1986                       | Европско првенство            | Штутгарт, Западна Немачка       | 18. (кв)                   | 3.000 м                    | 9:07,44                    |
| 1987                       | Европско првенство за јуниоре | Бирмингам, Уједињено Краљевство |                            | 1.500 м                    | 4:16,09                    |
| 1987                       | Медитеранске игре             | Латакија, Сирија                |                            | 800 м                      | 2:02,91                    |
| 1988                       | Светско првенство за јуниоре  | Велики Садбери, Канада          | 6.                         | 800 м                      | 2:07,56                    |
| 1988                       | Светско првенство за јуниоре  | Велики Садбери, Канада          |                            | 1.500 м                    | 4:16,19                    |
| 1989                       | Европско првенство за јуниоре | Вараждин, Југославија           |                            | 1.500 м                    | 4:13,34                    |
| 1990                       | Европско првенство            | Сплит, Југославија              |                            | 1,500 м                    | 4:08,12                    |
| 1990                       | Европско првенство            | Сплит, Југославија              | —                          | 3.000 м                    | НЗ                         |
| 1991                       | Светско првенство             | Токио, Јапан                    | 26. (кв)                   | 1.500 м                    | 4:14,20                    |

## Лични рекорди
- 800 метара: 2:01,78 (1991)
- 1.500 метара: 4:08,12 (1990)
- 3.000 метара: 9:07,44 (1986)